# Pyrenula pyrenuloides
Pyrenula pyrenuloides är en lavart som först beskrevs av Jean François Montagne, och fick sitt nu gällande namn av R. C. Harris. Pyrenula pyrenuloides ingår i släktet Pyrenula och familjen Pyrenulaceae.   Inga underarter finns listade i Catalogue of Life.